# Tarok
Tarok je igra s kartama, koja je nastala u prvoj polovini 15. veka u Italiji. Od tada se igra proširila prema Francuskoj (francuski tarok) i zemljama nemačkog govornog područja. U Habzburškoj monarhiji je bila veoma omiljena. U njoj su se razvile brojne lokalne varijante taroka.
Danas se tarok u takvom ili drugačijim oblicima igra u Nemačkoj, Francuskoj, Austriji, Sloveniji, Češkoj, Slovačkoj, Rumuniji i Ukrajini. U domovini Italiji nije više tako omiljen. U Nemačkoj se razvio poseban bavarski tarok, a uobičajeni tarok se igra ređe, pod imenom cego.

## Karte
Tarok se igra s posebnim kartama. Ukupno ih je 54:
- 22 taroka, označenih (obično rimskim brojevima) od I do XXI - najviši tarok se zove škis i nema oznaku, XXI je mond, a najniži (I) se zove pagat.
- 32 karte u bojama uobičajenim u ostalim igrama s francuskim likom:  herc (♥), karo (♦), pik (♠) i tref (♣). Svaka boja ima 8 karata: 4 platelca (karte bez slika), dečko, vitez, dama i kralj.

Platelci u crnim bojama (pik i tref) imaju brojčane vrednosti od 7 do 10, gde je 10 najviša vrednost. Kod crvenih boja (herc i karo) su pak brojčane vrednosti od 1 do 4 i najviša vrednost je 1.

## Tok igre
Tarok se igra na više načina, zavisno od broja igrača. Mogu da je igraju i dva igrača, ali je zanimljivija ako je igraju tri ili četiri igrača.

### Deljenje
Deli se "na desnu ruku". Prvi delilac je igrač koji u presecanju izvuče najveću kartu (škis, mond, ostali taroci, kralj, dama...)
Uobičajeno, nakon mešanja i presecanja prvo se odbroji šest uzastopnih gornjih karata i stavlja u talon, koji ostaje skriven do početka. Ostale karte (48) se zatvorene dele igračima, dva puta po 8 karata ako je broj igrača 3 ili dva puta po 6 karata ako je broj igrača 4. U igri dva igrača, svaki dobija 3 puta po 5 karata (koje će držati u ruci), a ostale se razdele u 6 kupova po 4 karte, svakom igraču po 3 kupa.
Igrač koji seče može odrediti deljenje i na neki drugi način: na primer, može kucnuti po špilu i odrediti da u talon ide poslednjih 6 karata, a ostale karte razdele u jednom krugu (sve karte jednom igraču odjednom).

### Licitacija
Kad igrači urede svoje karte koje drže u ruci (listove), počinje licitacija (aukcija). Počinje igrač desno od delioca. Prema svom listu, odlučuje se za jednu od sledećih igara, uređenih po broju bodova koliko donose:
- trojka (10 bodova)
- dvojka (20 bodova)
- jedinica (30 bodova)
- solo tri (40 bodova)
- solo dva (50 bodova)
- solo jedan (60 bodova) - kod solo igara igrač igra sam
- pikolo (35 bodova - igra nije službena) - igrač najavljuje da će uzeti samo jedan štih
- prosjak (70 bodova) - igrač najavljuje da neće odneti nijedan štih
- solo bez (80 bodova) - igrač će igrati solo i protivnicima će prepustiti sav talon
- otvoreni prosjak (90 bodova) - igra prosjaka, pri kojoj igrač otvara karte na sto, tako da ih protivnici vide
- valat (250 bodova) - igrač najavljuje da će uzeti sve karte
- valat u boji  (125 bodova) - igrač najavljuje da će uzeti sve karte, ali u tom slučaju boja (koju baca igrač koji igra valat u boji) vredi više od taroka.

U slučaju da nijedan igrač ne igra (svi kažu dalje), dolazi do igre klop. Svako se trudi da uzme što manje karata. Prednost u igranju ima igrač desno od delioca.
Ako igraju četiri igrača, igrač koji osvoji licitaciju (ako igra jedan, dva ili tri) poziva kralja, pre nego što otvori talon. Igrač će deliti bodove s igračem koji ima kralja u toj boji, a tek se u toku igre otkriva partner s kraljem.
Kad je licitacija završena, otkriva se talon. Prema broju koji je izlicitiran (igre jedan, dva ili tri) karte iz talona se uređuju u grupe od jedne, dve ili tri karte. Igrač uzima grupu karata koja mu najviše odgovara, raspoređuje ih u svoj list i odlaže isti broj karata u svoj odložak. Protivnici ne smeju videti odložene karte. Ne smeju se odlagati kraljevi, a tarok se odlaže samo u slučaju da nema drugih karata za odlaganje i to se mora saopštiti suigračima.

### Zvanja
Igrač zatim može najaviti kombinacije karata koje će mu doneti dodatne bodove:
- pagat ultimo - pagata će uzeti u poslednjem štihu,
- trula - uzeće sve glavne taroke: I, XXI i škisa,
- kraljevi - uzeće kraljeve iz sve četiri boje,
- kralj ultimo - pozvanog kralja će uzeti u poslednjem štihu,
- valat - uzeće sve karte.

Protivnici najavu mogu osporiti - kontriraju. Kontru daju ako veruju da mogu pobediti igrača koji je dobio licitaciju. Broj bodova se povećava (ili smanjuje) dvostruko. Ako prvi igrač veruje u sebe, može vratiti kontru, a to znači da će povećanje broja bodova biti četvorostruko. Kontriranje može ići do šesnaestostrukog stupnja (kontra, rekontra, supkontra i mortkontra).

#### Trula
Trula označava kombinaciju sledećih karata:
- Pagat: tarok
- Mond: tarok XXI; zavisno od igre najviši ili drugi najviši adut,
- Škis: uobičajeno nije označen brojem; zavisno od igre predstavlja se kao posebna karta s brojem 0, ili kao najviši adut (praktično tarok XXII).

Po pravilima većine varijanti taroka ove karte igraju posebnu ulogu, npr. vrednost ovih karata je 5 bodova, dok ostali taroci (po novim pravilima) vrede samo 1 bod (po starim pravilima taroci II do XX nisu bodovani); ako neko ima u ruci kompletnu trulu, dobija dodatne bodove.
Dodatni bodovi su predviđeni za slučaj "hvatanja" monda, t.j. kad mond bude presečen višom kartom.
"Zlatni štih": u slučaju da igrači u jednom štihu odigraju sva tri taroka iz trule, štih nosi igrač koji je odigrao pagata.

### Igra
Zatim počinje igra. Prvu kartu izigrava igrač desno od delioca. Na kartu neke boje se odgovara u istoj boji, na taroka se odgovara tarokom. Ako igrač nema kartu odgovarajuće boje, mora odgovoriti tarokom, a u slučaju da nema ni taroka, odbacuje proizvoljnu kartu. U posebnim slučajevima igre (prosjak i klop) igrač mora baciti kartu iste boje koja je viša od trenutne (tzv. iber) ili, ako nema tu boju, baca taroka... U slučaju da u jednom štihu padnu sva tri posebna taroka, škis, mond i pagat, štih uzima najmanji - pagat.

### Bodovanje
Kad su sve karte odigrane, započinje obračun. Vrednosti su:
- kralj, mond, pagat i škis - 5 bodova,
- dama - 4 boda,
- vitez - 3 boda
- dečko - 2 boda.

Ostale karte (taroci i platelci) ne donose bodove. Pribrajaju se vrednosti najavljenih i nenajavljenih kombinacija karata (pagat ultimo, kraljevi, kralj ultimo ...) i množe se eventualnim kontrama.
Ukupno je 70 bodova u igri. Pobeđuje igrač (odnosno igrači), koji je skupio više od polovine bodova, odnosno 36 i više.

## Spoljašnje veze
- Pravila slovenačkog taroka
- Muzej tarota i igara